# Pimento cheese
Dans la cuisine du Sud des États-Unis, le pimento cheese (fromage au piment) est une préparation à la consistance crémeuse, élaborée à partir de fromage, de mayonnaise et de piment, et parfois d'autres ingrédients. Il est en général servi sur du pain ou des crackers, en sandwich, ou avec les légumes crus tels que le céleri. Il est parfois appelé pâté of the South (pâté du Sud), Carolina caviar (caviar de Caroline) ou caviar of the South (caviar du Sud),.
Aux Philippines, une préparation similaire est appelée cheese pimiento.

## Description
La recette de base compte un petit nombre d'ingrédients : fromage de type cheddar ou certaines autres variétés de fromage industriel (fromage américain), mayonnaise ou sauce salade, et piments (sous forme de pâte). Dans certaines régions, on y ajoute de la sauce au raifort, du fromage à la crème, du sel, du poivre, de la sauce piquante, de la sauce Worcestershire, du piment moulu, du paprika, du piment jalapeño, de l'oignon, de l'ail ou encore des pickles à l'aneth.
Le pimento cheese peut être servi étalé sur des crackers ou du céleri, des sandwichs, hamburgers ou hot-dogs, des chips de maïs ou des chips tortillas, mélangé au jaune des œufs mimosas, ou encore ajouté aux grits.